# Cryptochloa concinna
Cryptochloa concinna är en gräsart som först beskrevs av Joseph Dalton Hooker, och fick sitt nu gällande namn av Jason Richard Swallen. Cryptochloa concinna ingår i släktet Cryptochloa, och familjen gräs. Inga underarter finns listade i Catalogue of Life.